# Pandilla
Una '''pandilla''' o '''banda''' es un grupo informal de personas que mantienen entre sí vínculos estrechos de amistad, lealtad o afinidad ideológica. Sus integrantes suelen compartir intereses, valores o actividades comunes, y en algunos contextos pueden estar asociados con acciones delictivas o estructuras jerárquicas internas.
Etimológicamente, el término proviene del francés ''bande'' y del latín ''pandus'', relacionado con “grupo que se mueve en conjunto”.
Este hecho los lleva a realizar actividades en grupo, positivas o negativas, que pueden ir desde salir de fiesta en grupo o participar en actividades recreativas conjuntas, en el caso de pandillas juveniles benignas, hasta, como consecuencia de una anomia social, cometer actos violentos o delictivos, tratándose en estos casos de una forma de agrupación criminal (banda o gang) muy cercana en ciertos aspectos a las cuadrillas del histórico bandolerismo, por lo que podría denominarse bandolerismo urbano. 
También puede ser utilizado como sinónimo de trampa. En algunos países, como El Salvador, Honduras y Guatemala, Nicaragua también se utiliza el término mara como sinónimo de pandilla delictiva. En Estados Unidos y México los Chicanos o Mexicano-Americanos usan la denominación Cholo para referirse a pandilleros, usualmente se visten con pantalones Dickies, camisa con un botón, zapatos Nike Cortez, calcetines largos, y cabeza rapada, o estilo Slick Back. En este sentido, en algunas regiones de Colombia también se usa el término combo. Aunque en sus comienzos representaba a los obreros, especialmente en el Reino Unido, con el tiempo el término ha adquirido una connotación negativa, especialmente en Iberoamérica, ya que su uso comúnmente se refiere a grupos, bandas o tribus urbanas que habitualmente realizan acciones violentas contra otras personas o como sinónimo de una organización o afiliación criminal. 
En las grandes ciudades de Estados Unidos son frecuentes los reportes relacionados con actividades de pandillas, especialmente homicidios, donde hay problemas de pandillas desde hace mucho tiempo, con muchos miembros documentados como contrarios a la ley.
Las Naciones Unidas estiman que la mayoría del dinero que consiguen las pandillas proviene del comercio ilegal de drogas, calculado en £352 mil millones en total. El Departamento de Justicia de Estados Unidos estima que hay aproximadamente 30 000 pandillas, con 760 000 miembros, en 2500 comunidades en todo el territorio de ese país.
En España las bandas han ido creciendo rápidamente, siendo estas algunas de las bandas notificadas por el Centro de Control de Bandas y Grupos Organizados (C.C.B.G.O): Latin Kings, Ñetas, Bloods y BL22, DDP (Dominica don't Play), Trinitarios, Black Panther, Wolfs12, Boixos Nois, Skin-head, Rkdu3, T21, Wolika, Manitos de sangre y Latisinos.
El Ministerio de Interior vigila a 620 bandas juveniles en toda España, de las que 88 son de origen latino. Sólo en la Comunidad de Madrid, la Policía Nacional tiene fichados a 400 pandilleros en activo (2500 en el territorio nacional).

## Historia y nacimiento
Una gran variedad de bandas, como la Orden de los Asesinos, los Thuggee de India, la Garduña española, las tríadas chinas, los Snakehead, la Yakuza, la mafia irlandesa, los forajidos del Viejo oeste, la mafia judía, la mafia rusa, los Globales (viniendo de estos la tradición de bautizar al grupo con un sobrenombre o mote) y la mafia italiana han existido por siglos. Por ejemplo, durante el siglo XIII los miembros pertenecientes a la Camorra de Campania, más conocida como Gamurra, compuesta de mercenarios, antes de ir a Nápoles trabajaron como policías privados y guardaespaldas, e incluso se organizaban para vivir de la mendicidad. Probablemente la más famosa de todas sea la Cosa Nostra.
Muchos niños pobres y huérfanos en Londres sobrevivieron al unirse a las pandillas de carteristas controladas por criminales adultos. A principios del siglo XIX, los niños delincuentes en Gran Bretaña eran castigados de la misma manera que los adultos. Fueron enviados a prisiones para adultos, transportados a colonias penales de la época en Australia, azotados y sentenciados a muerte por delitos como hurto.
En 1850 (más o menos en la época en que Los Ángeles fue incorporada), en Nueva York se registraron más de 200 guerras de pandillas disputadas en gran parte por pandillas juveniles. Todas las principales ciudades de la Época victoriana en el siglo XIX tenían pandillas. Chicago tenía más de 1000 pandillas en la década de 1920.
Estas primeras pandillas eran conocidas por muchas actividades criminales, pero en la mayoría de los países no podrían beneficiarse del tráfico de drogas antes de que estas fuesen consideradas ilegales por leyes como la Convención Internacional del Opio de 1912 y la Ley Volstead de 1919. La participación de las pandillas en el tráfico de drogas aumentó durante los años 1970 y 1980, pero algunas bandas siguen teniendo una participación mínima en el comercio.
La pertenencia a pandillas juveniles está asociada con la delincuencia, los delitos violentos y el tráfico ilícito. Incluso, los pandilleros mismos son a menudo víctimas de estos delitos. No obstante, las pandillas juveniles también pueden proveer capital social, sentido de pertenencia y un propósito para los jóvenes marginados. Por ello, se ha planteado identificar los factores asociados con la afiliación de jóvenes a pandillas, y las diferencias entre los jóvenes afiliados y los no afiliados. Comprender estas relaciones es esencial para reducir los niveles de pertenencia a pandillas y la incidencia de la violencia que se relaciona con ellas.
Una revisión sistemática de ocho estudios, realizados en cinco países y la región del Caribe, examinó los factores predictivos de la pertenencia a pandillas juveniles a lo largo de cinco esferas sociales: individual, de pares, familiar, escolar y comunitario. Se hallaron relaciones significativas con determinados factores para cada una de estas esferas. Por ejemplo, en la esfera individual, la delincuencia y el consumo de sustancias están relacionados con la pertenencia a pandillas, al igual que la falta de supervisión parental en la esfera familiar. Estos resultados, sin embargo, se basan en un pequeño número de estudios, por lo que estas conclusiones son limitadas.

## El término «mara»
El término «mara» proviene de la palabra 'marabunta', denominación corriente de un grupo de hormigas migratorias que arrasan cuanto encuentran a su paso. Cabe señalar que la relación entre el término «mara»[cita requerida] y dicho grupo de animales es absolutamente metafórico, haciendo referencia este al origen de las bandas callejeras en diversas ciudades de Estados Unidos. Grupos formados por jóvenes latinoamericanos, procedentes de los masivos movimientos migratorios de mediados del siglo XX, no parecían tener freno a su paso. 
Muchos de estos jóvenes delincuentes fueron deportados por el gobierno de Estados Unidos a sus países de origen, dando lugar al nacimiento de las «maras» en Latinoamérica. Las pandillas callejeras de México no son diferentes a las pandillas urbanas de Estados Unidos, con los mismos objetivos de extorsión, robo, hurto y venta de drogas. Sin embargo, la principal diferencia es que muchas de las pandillas mexicanas están a las órdenes de los cárteles para llevar a cabo los servicios, incluyendo la intimidación y el asesinato.  La mafia mexicana también utiliza las bandas locales de bajo nivel para estos fines. Para los jóvenes pandilleros, su grupo (—su «familia»—) sigue siendo una parte medular de su existencia, en donde ser pandillero significa ser solidario, alimentar a otro pandillero, o asesinar por su pandilla. Es decir que ser pandillero está considerado por muchos como una auténtica forma de vida.

## Tipos
Muchos tipos de pandillas poseen la estructura general de un grupo organizado. Hay pandillas callejeras, formadas por personas con antecedentes y motivaciones similares. El término "pandilla callejera" comúnmente se intercambia con el de "pandillas juveniles", en referencia a grupos de jóvenes de barrio o de la calle que cumplen con los criterios de "pandilla". Miller (1992) define una pandilla callejera como "una asociación auto-formada de pares, unidos por intereses comunes, con liderazgo identificable y organización interna, que actúan colectiva o individualmente para lograr efectos específicos, incluyendo el desarrollo de una actividad ilegal y el control de un territorio, instalación o empresa en particular". Esto usualmente incluye la actividad delictiva. 

### Maras
Las maras son organizaciones transnacionales de pandillas criminales asociadas que se originaron en Los Ángeles y otros puntos de Estados Unidos y se han expandido a Canadá, México, El Salvador, Honduras, Guatemala y España, debido fundamentalmente a las deportaciones de centroamericanos desde Estados Unidos hacia sus países de origen. A los integrantes de las maras se les denominan "mareros" y en su mayoría son de origen centroamericano. Las maras se encuentra activas en zonas urbanas y suburbanas. Una de las más grandes numéricamente o voluminosas en cantidad de adeptos es la Mara Salvatrucha (MS-13), seguida esta por su rival Mara Barrio 18. Estas no poseen un único líder, sino que se organizan en pequeños grupos o subgrupos determinados por su ubicación geográfica o territorial, denominadas como "clicas". En Latinoamérica hay más de 70. 000 miembros.
Las actividades delictivas de estas maras ha hecho que expandan su «negocio», siendo contratados por el Cártel de Sinaloa para contrarrestar a Los Zetas, con los que mantienen una guerra en la frontera de Estados Unidos.

#### Expansión
Las pandillas se expandieron en Ecuador a partir de 2009, cuando Rafael Correa redujo las defensas del país al eliminar la cooperación con los EEUU, clausurándoles una base y cooperación con la DEA; subsecuentemente, la pandilla «Los Choneros» traficó a México y Albania.  Una década más tarde, The Economist caracterizó a Ecuador como una «autopista de la cocaína»; en 2023, la tasa de asesinatos del país pasó de ser la cuarta menor de Hispanoámérica a exceder a México y al Brasil.

#### Arrestos
Debido a sus actividades criminales, a partir de 2000 en los Estados Unidos el FBI y la DEA comenzaron a realizar redadas tras de investigaciones que pusieron a cientos de miembros de pandillas tras las rejas en Estados Unidos  En El Salvador, una campaña de captura de pandilleros iniciada en 2022 había acumulado 63,000 prisioneros en enero de 2023.

### Pandillas de prisión
Las pandillas de prisión son grupos en una prisión o institución correccional desarrollados en principio para la protección mutua. Las pandillas pueden incluso funcionar fuera de la prisión, como es el caso de la mafia mexicana.
Muchas pandillas de prisión requieren que los miembros se hagan tatuajes para reconocer a otro miembro de la organización. La mayoría de las bandas de prisión siguen la política de "Blood In - Blood out" ("sangre entra, sangre sale", o también Sangre por Sangre). Por lo general, esto significa que para entrar en una pandilla de prisión, uno tiene que derramar la sangre de otra persona. Muy a menudo esto requiere un asesinato. Esto fue plasmado en la película de 1993 Blood in, Blood Out.
Las pandillas de prisión a menudo tienen varios "afiliados" en diferentes sistemas de prisiones estatales que se ramifican por el traslado o la transferencia de sus miembros. Un estudio de 2005 analizó diez ciudades en todo el mundo y encontró que en ocho de ellas "había pandillas callejeras con fuertes vínculos con pandillas en las prisiones".

### Pandilleros militares
Un informe de 2007 del FBI sobre militares que pertenecían a pandillas expresaba que el proceso de selección para contratar militares no es eficaz, permitiendo a miembros de pandillas y extremistas ingresar en las fuerzas armadas, y exponía al menos ocho casos entre 2002 y 2006 en los que miembros de pandillas obtuvieron armas de guerra para sus actos ilegales. Otro informe establecía que se han documentado miembros de pandillas callejeras como Bloods, Crips, Discípulos Negros, Ángeles del Infierno, Latin Kings, Mara Salvatrucha (MS-13), la mafia mexicana, Norteños, Sureños y Vice Lords en instalaciones militares, tanto nacionales como internacionales, aunque el reclutamiento de miembros de pandillas viola los reglamentos militares.
En enero de 2007 un artículo en el Chicago Sun-Times, informó que miembros de pandillas en el ejército estaban involucrados en el robo y la venta de armas de guerra, municiones y equipos, incluidos chalecos antibalas. El Sun-Times comenzó a investigar la actividad de las pandillas en el ejército después de recibir fotos de grafitis de pandillas que aparecían en Irak. Un informe de 2006 del Sun-Times indicaba que las pandillas alentaban a sus miembros a entrar en el ejército para aprender técnicas de guerra urbana y enseñar a otros miembros de las pandillas.
En 2006 Scott Barfield, un investigador del Departamento de Defensa de Estados Unidos, afirmó que había una red en línea de pandillas y extremistas, y que: "Se comunican entre sí para hablar sobre las armas, el reclutamiento, por mantener su identidad secreta, sobre la organización dentro de los militares".

## Composición

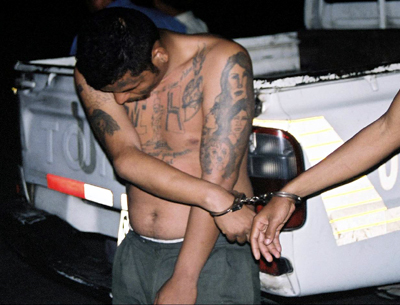
Miembro de la Mara Salvatrucha exhibiendo sus tatuajes mientras es esposado.

Los pandilleros típicamente son jóvenes de entre 10 y 21 años de edad. A la mayoría no le ha ido bien en la escuela y muchos hasta han abandonado sus estudios antes de terminarlos.[cita requerida] A menudo tienen familiares que han estado en las pandillas. Usualmente los jóvenes más involucrados en la pandilla tienen historial de estar sin supervisión adulta diariamente por largos periodos de tiempo desde una temprana edad. Estos jóvenes se unen a las pandillas en busca de aceptación, compañía, reconocimiento y sentimiento de pertenencia, para sentirse identificados socialmente. La carencia afectiva y las necesidades de recursos básicos terminan agrupando a los miembros. Por lo general, las pandillas han ganado el máximo control en las comunidades urbanas y pobres, en respuesta al desempleo y la falta de otros servicios.
Según el profesor de derecho penal John Hagedorn, muchas de las pandillas más grandes de Chicago se originaron en las cárceles. Desde el Departamento correccional juvenil de Illinois surgieron los Vice Lords y los Rangers de Blackstone. Aunque la mayoría de los líderes de las pandillas de Chicago están encarcelados, siguen manejando sus pandillas desde el interior de la cárcel. Durante la década de 1970, las bandas de prisión en Ciudad del Cabo, Sudáfrica, comenzaron a reclutar miembros de pandillas callejeras desde fuera, lo que ayudó a aumentar las asociaciones entre pandillas de las prisiones y de la calle.
La solidaridad étnica es un factor común en las bandas. Las pandillas latinas y afroamericanas se formaron durante la década de 1960. A menudo tenían conexiones con los movimientos sociales como el Movimiento de Derechos Civiles y la retórica nacionalista adaptada. Tanto las razas mayoritarias como las minoritarias en la sociedad han establecido pandillas en el nombre de la identidad: las pandillas Bakassi Igbo en Nigeria, por ejemplo, defienden al grupo mayoritario Igbo violentamente y por medio del terror, y en los Estados Unidos, los blancos anglosajones que se sentían amenazados por los derechos de las minorías formaron sus propios grupos, como el Ku Klux Klan. En respuesta a una creciente migración afrodescendiente e hispana, se formó una banda de anglosajones llamada Caylords en Chicago.
El condado de Los Ángeles tiene la mayor cantidad de pandillas en los Estados Unidos, con un estimado de 120 000 miembros (41 000 en la ciudad de Los Ángeles), aunque en realidad Chicago tiene una mayor tasa de afiliación a pandillas per cápita que Los Ángeles. Además, el estado de Illinois tiene una mayor tasa de pertenecer a una pandilla (8-11 miembros de pandillas por cada 1000 habitantes) que en California (5-7 pandilleros por cada 1000 habitantes). Había al menos 30 pandillas y 800 000 miembros activos de pandillas en los EE. UU. en 2007. Cerca de 900. 000 miembros de pandillas viven "dentro de las comunidades locales de todo el país", y cerca de 147 000 miembros se encontraban en cárceles o penitenciarías de Estados Unidos en 2009. En 1999, los latinoamericanos en Estados Unidos representaban el 47% de todos los miembros de las pandillas, los afroamericanos el 31%, los estadounidenses de origen europeo 13%, y los estadounidenses de origen asiático el 6%.
Por su parte, los líderes tribales han asegurado que las comunidades de nativos americanos se ven desbordados por la violencia de las pandillas y el tráfico de drogas. Un artículo del New York Times estimó que había 39 pandillas con 5000 miembros solo en la reservación india de Pine Ridge. Además, la Nación Navajo informó de 225 pandillas en su territorio.
Más de 1000 bandas operaban en el Reino Unido en 2009. Hay entre 25 000 y 50 000 miembros de las maras en América Central. El cartel mexicano de drogas tiene casi 100 000 "soldados" de a pie. La Yakuza se encuentra entre una de las mayores organizaciones de la delincuencia en el mundo. En Japón, desde 2005 se conocen 86 300 miembros. Las tríadas de Hong Kong incluyen hasta 160 000 miembros en el siglo XXI Se estima que en la década de 1950, había 300 000 miembros de la Tríada en Hong Kong. El gobierno de China afirma que la policía ha eliminado 1221 pandillas estilo tríadas en toda China desde que la represión se inició en 2006. Más de 87 300 sospechosos han sido arrestados. El FBI considera que el tamaño de los cuatro grupos de mafia italiana es de aproximadamente 25 000 miembros y 250 000 afiliados en todo el mundo.
Los grupos del crimen organizado rusos de Chechenia, Ucrania, Georgia y otros ex países soviéticos o grupos "Bratvas" tienen aproximadamente 300 000 personas afiliadas.

## Actividades
Las pandillas están involucradas en todas las actividades de la delincuencia callejera, como la extorsión o el tráfico de drogas, y por lo general en robos no muy extensos, tanto dentro como fuera del sistema carcelario. Las pandillas también victimizan a las personas con robos y secuestros. La cocaína es la principal droga de distribución de las pandillas, que han utilizado las ciudades de Chicago, Ciudad del Cabo y Río de Janeiro, principalmente, para transportar drogas a nivel internacional. La urbanización de Brasil ha impulsado el tráfico de drogas a las favelas de Río de Janeiro. A menudo, las pandillas alquilan "vigías" para advertir a los miembros de la cercanía de la policía. Los ambientes densos de las favelas de Río de Janeiro y los proyectos de viviendas públicas en Chicago han ayudado a los miembros de las pandillas a esconderse de la policía fácilmente.
Las pandillas callejeras suelen tomar el control sobre el territorio de una ciudad en particular y están a menudo involucradas en "brindar protección"; una especie de extorsión, pues la "protección" es por lo general de la propia pandilla, o en otras actividades delictivas. La mayoría de los miembros conservan sus afiliaciones a las pandillas cuando van a la cárcel. Muchas pandillas usan frentes organizados para demostrar su influencia y obtener beneficios en un área en particular.
Las actividades son perpetradas contra personas inocentes, propiedades u otras pandillas. Generalmente a esto se lo conoce como "violencia de pandillas". A lo largo de la historia, tales actos han sido cometidos por las pandillas en todos los niveles de una organización. Casi todas las grandes ciudades fueron azotadas por la violencia de pandillas en algún momento de su historia. Las pandillas modernas han introducido nuevos actos de violencia, que también pueden funcionar como un rito de iniciación para los nuevos miembros.

## Símbolos
Los pandilleros a menudo establecen identificadores distintivos característicos, que los identifican como una pandilla en especial, por ejemplo grafitis, colores, señales de mano, ropa, joyas, peinados, uñas, lemas, la esvástica, el nudo, la cruz, la estrella de cinco puntas, la estrella de seis puntas y tridentes, banderas como por ejemplo la bandera de la Confederación, saludos secretos o códigos de palabras, muchas de ellas arraigadas a un lenguaje religioso, y otros símbolos específicos de grupo asociados a las creencias comunes de la banda, rituales y mitologías para definir y diferenciarse de los grupos y bandas rivales.
Cualquier falta de respeto al color de un miembro de una pandilla por un individuo no afiliado es motivo de represalias violentas, a menudo por varios miembros de la banda ofendida. Los tatuajes también son identificadores comunes, tales como un "18" por encima de la ceja para identificar a un miembro de la Mara 18. Los tatuajes ayudan a un miembro de la banda a ganar respeto dentro de su grupo, y los marca como miembros de por vida. Pueden ser tatuados con fuego o tinta. Algunas pandillas utilizan más de un identificador, como los Sureños, que llevan pañuelos azules y tienen tatuajes de "13", "XIII", "x3" y "Southside".
Como lenguajes alternativos, se utiliza el lenguaje de señas, los símbolos, insultos, la impresión, la música u otros medios de comunicación específicos de señales de información para amenazar, denigrar, insultar, acosar, intimidar, alarmar, influenciar, u obtener respuestas específicas, entre ellas la obediencia, el miedo o el terror. Un estudio centrado en el terrorismo y los símbolos dice: "... El simbolismo es importante, ya que juega un papel importante en impulsar a los terroristas para actuar y luego en la definición de los objetivos de sus acciones." Ver un signo de pandillas, como la soga,  puede ser interpretado como un acto simbólico de "... una amenaza para cometer violencia comunicado con la intención de aterrorizar a otros, causar la evacuación de un edificio, o molestias públicas graves, haciendo caso omiso del riesgo de causar terror y molestias... un delito contra la propiedad o que encierra peligro a otra persona que puede incluir, pero no limitarse a, poner en peligro imprudentemente a otra persona, acoso, intimidación étnica y responsabilidad penal."

## Prevención y tratamiento
Al desarrollarse las actividades en un mínimo de tres personas provoca que todo se junte en un único problema a tratar. Lo primero que se puede detectar son los beneficios que les produce su pertenencia a ese grupo de todo tipo de actividades.
No es tanto separar al grupo callejero de amigos sino tratar de evitar riesgos que conlleven a desempeñar cualquier delito, cuya importancia se asemeja a una cruda realidad donde son cada vez más el número de miembros que integran una pandilla. Lo mejor sería actuar al principio, pero como no se sabe cuándo llega el punto extremo de convertirse en delincuente juvenil lo mejor sería investigar si han tenido algún arresto entre 12-17 años, y si es violento o no.
Habría que liberarles de la cohesión que tienen dentro del grupo como puede ser comportarse, vestirse y la forma de hablar. Se sabe el porqué de su integración, ahora toca comprender sus comportamientos y prevenir sus conductas, por ejemplo robos, consumo, vestimenta, etc.
El patrón más importante es darles una alternativa para superar las dificultades que les atrae al contexto donde viven. Si no se consigue, enseñarles que en un grupo donde se definen normas hay un líder que dice lo que se tiene que hacer. Cambiar el estilo de vida y el sitio donde se refugia son riesgos que llevan a cooperar en una banda. Y en lo calificado como esencial, darles las pautas para sobrellevar el presente a sus familiares y que lo sepan educar, debido a que muchas veces se encuentran las personas inmersas en un mundo donde no logran salir. Tienen que pensar en lo que puede suceder u ocurrir ya que el futuro no les inquieta. 
Entonces el tratamiento pasaría en dar a los padres las claves para que puedan sobrellevar la adolescencia de su hijo, porque muchas veces el desarraigo se produce debido a la poca preocupación, no saber con quién queda, pocas advertencias, y es ahí donde deben de actuar como protectores. Que no sea la banda la que defina sus valores y creencias, sino el mismo el que evite las consecuencias. La mediación familiar es la mejor forma de saber lo que puede llegar a pasar, porque la comunicación con los jóvenes se vuelve crucial cuando se encuentra en un apuro.
Así, la prevención no iría enfocada a identificar a aquellas personas en riesgo ni conocer los grupos y su cultura, ya que muchas veces se puede chocar y estereotipar que pertenecer a un grupo es ya delito. Va enfocada al tratamiento que tiene que llevar la familia con sus hijos, que sean ellos los que creen unos valores, que sepan que tiene a su familia para apoyarse y liberar la frustración que muchas veces puede crear el clima interno de la familia.
Por todo lo anteriormente mencionado, no se puede pasar por alto uno de los factores más transcendentales a la hora de llevar a un joven a unirse a una banda organizada o una pandilla: la motivación. Para los psiquiatras Jaén, Moreno y Silva (2006) la integración en una banda es facilitada por el sentimiento de rechazo producido por una sociedad que les niega un futuro y un presente, y dentro de la que pueden obtener cierto prestigio, ingresos económicos y la mayor posibilidad de tener pareja. Se genera así una doble motivación, la de pertenencia a una organización en la que no puede entrar cualquiera, y en la que hay una jerarquía, una cadena de mando en la que se asciende con las acciones individuales basadas en la obediencia y la fortaleza. A fin de cuentas, el mayor deseo de un joven en un ambiente marginal y de rechazo es poder proclamar "ser alguien" y tener una certeza interior de éxito en la vida.

## Cómo proteger a los adolescentes de las pandillas
Los adolescentes con una baja autoestima, los más vulnerables y con antecedentes de un mal rendimiento académico, son los más propensos a la hora de entrar a  formar parte de una pandilla. Destaca también su posición al margen de la jerarquía social. 
Algunos de los indicios que harían saltar las alarmas de que un adolescente, esta confraternizando con un grupo juvenil son los siguientes:
·      Cambio de amistades
·      Simbología con las manos
·      Ausentismo escolar
·      Abuso de sustancias
·      Tatuajes
·      Desconocimiento de su paradero
Una de las actuaciones que se recomienda a los progenitores realizar cuando sospechan que su hijo es integrante de una banda, es la comunicación con el departamento de policía. De esta manera, los agentes tendrán una idea del alcance que tiene la actividad pandillera de la ciudad así como en los colegios, si los hubiera.
Entre los factores de protección que evitarían que un adolescente entrara a formar parte de una pandilla destacamos: afecto e involucración por parte de los padres así como pasar tiempo con el adolescente. El hecho de que un adolescente se sienta querido en su casa elimina la necesidad de unirse a una banda para reforzar su autoconcepto.